# Сиряева, Фаина Константиновна
Фаина Константиновна Сиряева, в девичестве — Северова (11 апреля 1925 года, с. Братское, Вологодская губерния, РСФСР — 25 мая 1993 года, в городе Сокол, Вологодская область) — доярка совхоза «Новое» Сокольского района Вологодской области. Герой Социалистического Труда (08.04.1971). 

## Биография
Родилась 11 апреля 1925 года в селе Братское (ныне Сокольский район Вологодской области). После окончания учёбы в 4-м классе пошла работать в местный совхоз дояркой. 
В годы войны пришлось перейти работать на трактор, заменив ушедших на фронт мужчин.
После завершения Великой Отечественной войны, в 1948 году вернулась работать на ферму и впоследствии стала лучшей дояркой. Неоднократно являлась участником выставок достижений народного хозяйства.
За высокие показатели в сельскохозяйственной работе, Указом от 8 апреля 1971 года, была удостоена звания Герой Социалистического Труда и награждена Орденом Ленина и золотой медалью "Серп и Молот".
В 1975 году избиралась депутатом Сокольского районного Совета депутатов. В январе 1976 года стала делегатом XXV съезда КПСС. 
В 1985 году участвовала в Параде Победы 9 мая.
Умерла 25 мая 1993 года, похоронена на городском кладбище в г. Соколе. 

## Семья
- Северов Константин Андреевич (1897-1942) - отец, фронтовик, погиб 23 августа 1942 года на Хохловском плацдарме, около Воронежа;

Вырастила и воспитала троих сыновей.

## Награды
Имеет следующие награды:
- Герой Социалистического Труда (08.04.1971)
- Орден Ленина (08.04.1971)
- Орден Октябрьской Революции (10.03.1976)
- Орден Трудового Красного Знамени (03.11.1951)